# Стави Хмельницької області
Стави Хмельницької області — стави, які розташовані на території Хмельницької області (в адміністративних районах і басейнах річок).
На території Хмельницької області налічується 2681 ставок, загальною площею 17385 га, об'ємом 202,3 млн м³.

## Загальна характеристика
Територія Хмельницької області становить 20,6 тис. км² (3,4 % площі України).
Вона розташована в межах басейнів Дніпра - 40 % території області, Дністра (38 %) та Південного Бугу (22 %).
Гідрографічна мережа Хмельницької області включає великі річки Дністер (157 км в межах області) і Південний Буг (126 км), середні річки басейну Дніпра – Случ та Горинь; басейну Дністра – Збруч.
Найбільше ставків знаходиться на території Деражнянського (277 шт.), Волочиського (234 шт.), Хмельницького (197 шт.), Старокостянтинівського (194 шт.), Красилівського (184 шт.) районів. 
Більшість ставків  використовуються для риборозведення, рекреаційних цілей, менша частина – для водопостачання  цукрових  заводів, промислових підприємств. 

## Наявність ставків у межах адміністративно-територіальних районів та міст обласного підпорядкування Хмельницької області[1]
| Район, місто          | Кількість ставків, шт. | Площа ставків, га | Об'єм ставків, млн м³ | В оренді, шт. | В оренді, га |
| --------------------- | ---------------------- | ----------------- | --------------------- | ------------- | ------------ |
| Білогірський          | 53                     | 304               | 3,4                   | 39            | 256          |
| Віньковецький         | 131                    | 455               | 5,2                   | 50            | 195          |
| Волочиський           | 234                    | 1783              | 20,9                  | 135           | 1232         |
| Городоцький           | 104                    | 614               | 8,5                   | 48            | 294          |
| Деражнянський         | 277                    | 996               | 11,9                  | 237           | 948          |
| Дунаєвецький          | 126                    | 409               | 4,6                   | 60            | 236          |
| Ізяславський          | 91                     | 302               | 6,6                   | 23            | 102          |
| Кам'янець-Подільський | 129                    | 300               | 2,5                   | 80            | 230          |
| Красилівський         | 186                    | 1211              | 15,7                  | 142           | 1007         |
| Летичівський          | 105                    | 3778              | 26,4                  | 88            | 2640         |
| Новоушицький          | 73                     | 122               | 1,2                   | 19            | 52           |
| Полонський            | 152                    | 787               | 16,1                  | 129           | 704          |
| Славутський           | 53                     | 388               | 5,6                   | 22            | 220          |
| Старокостянтинівський | 194                    | 946               | 12,3                  | 142           | 896          |
| Старосинявський       | 89                     | 289               | 3,4                   | 21            | 108          |
| Теофіпольський        | 70                     | 495               | 8,6                   | 39            | 331          |
| Хмельницький          | 197                    | 1795              | 21,8                  | 153           | 1593         |
| Чемеровецький         | 115                    | 390               | 3,5                   | 26            | 150          |
| Шепетівський          | 103                    | 1079              | 13,2                  | 101           | 997          |
| Ярмолинецький         | 183                    | 680               | 8,3                   | 163           | 640          |
| м. Хмельницький       | 4                      | 91                | 0,9                   | 2             | 73           |
| м. Нетішин            | 4                      | 114               | 1,1                   | -*            | -            |
| м. Славута            | 4                      | 26                | 0,3                   | -             | -            |
| м. Шепетівка          | 4                      | 31                | 0,3                   | -             | -            |
| Разом                 | 2681                   | 17385             | 202,3                 | 1719          | 12904        |

Примітки: -* - немає ставків, переданих в оренду.
З усіх ставків Хмельницької області - 64 % використовується на умовах оренди.

## Наявність ставків у межах основнихрайонів річкових басейнівна території Хмельницької області[1]
| Район річкового басейну | Кількість ставків, шт. | Площа ставків, га | Об'єм ставків, млн м³ | В оренді, шт. | В оренді, га |
| ----------------------- | ---------------------- | ----------------- | --------------------- | ------------- | ------------ |
| Дніпра, у тому числі    | 944                    | 5682              | 88,7                  | 637           | 4514         |
| р. Прип'ять             | 944                    | 5682              | 88,7                  | 637           | 4514         |
| Дністра, у тому числі   | 761                    | 3432              | 43,2                  | 381           | 1905         |
| р. Збруч                | 213                    | 852               | 10,2                  | 127           | 508          |
| Південного Бугу         | 976                    | 8271              | 70,4                  | 701           | 6485         |
| Разом                   | 2681                   | 17385             | 202,3                 | 1719          | 12904        |

Найбільша кількість ставків Хмельницької області знаходиться в басейні Південного Бугу  (37 %),  у басейні  Дніпра - 35 %, Дністра - 28 %. 